# YakB-12.7
YakB-12.7（ロシア語: ЯкБ-12,7、GRAU識別コード：9-А-624）は、ソビエト連邦で開発された口径12.7x108mmの4銃身ガトリング式重機関銃である。

## 概要
アメリカ製の ガトリング砲と異なり、他のソ連製のガトリング砲同様ガス圧作動方式を採用している。このため、外部からのモーター駆動用の電源供給を必要としない。
GUV-8700（ГУВ-8700） ガンポッドに搭載（弾薬750発）されるほか、ソ連初の攻撃ヘリコプターであるMi-24 ハインド中期型のMi-24D/Mi-24Vの機首下面のVSPU-24（ВСПУ-24） ターレットに搭載される。
ただし、Mi-24系列については、ロケット弾や対戦車ミサイルを使うまでも無い軽装甲目標や非装甲目標に対する破壊力不足が指摘されたため、後に登場したMi-24Pでは、30mm口径のGSh-30Kを機首右側面部に固定装備したほか、さらに後に登場したMi-24VPでは、23mm口径のGSh-23Lを機首下面のNPPU-23可動式ターレットに装備している。
また、Mi-24系列そのものの後継であるMi-28 ハヴォックやKa-50 ホーカム/Ka-52 ホーカムBでは、単砲身の2A42 30mm機関砲を搭載するようになっている。